# تعريف

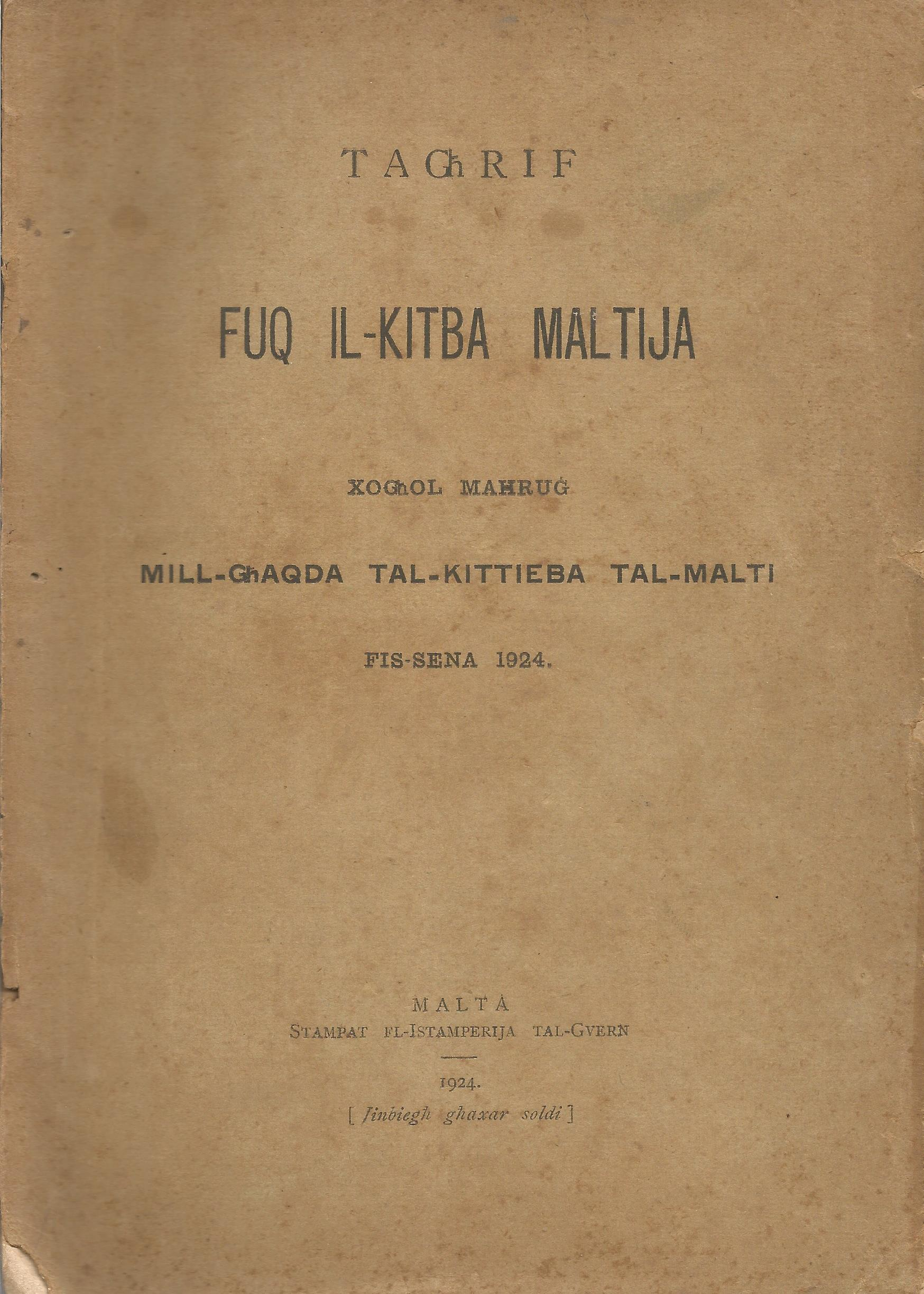
«تعريف فوق الكتابة المالطية» - أولى القواعد المنشورة لكتابة اللغة المالطية الحديثة (1924م)

رمز يستعمل للدلالة على علاقة التعريف في الرياضيات

التعريف هو ذكر شيء تستلزم معرفته معرفة شيء آخر. والتعريف الحقيقي، هو أن يكون حقيقة ما وضع اللفظ بإزائه من حيث هي فيعرف بغيرها، والتعريف اللفظي، هو أن يكون اللفظ واضح الدلالة على معنى فيفصل بلفظ أوضح، دلالة على ذلك المعنى، كقولك: الغضنفر الأسد، وليس هذا تعريفا حقيقيا يراد به إفادة تصور غير حاصل، وإنما المراد تعيين ما وضع له لفظ الغضنفر من بين سائر المعاني.
التعريف (اللفظي) في العربية يكون بالنسبة إلى شيء آخر (الإضافة) وباللام المعروفة بلام التعريف المنقسمة إلى لام الجنس إذا أريد النوع العام للشيء كالأسد لجنس الأسود ولام العهد إذا أريد الشيء السالف الذكر كالأسد في رأيت أسدا وهربت من الأسد وبالعلمية فهي من المعارف السبعة.

## الكيفية
تنبع صعوبة إيجاد تعريف فريد لكل معرف من اختيار كلمات واضحة ومفهومة لاستخدامها في التعريف، أو بمعنى آخر كلمات يكون الحصول على تعريفها بحد ذاته ليس بالأمر الشاق.
وكما أن للكثير من الكلمات عدة تعاريف، فإن للتعريف ذاته عدة تعاريف تبعا لمكان استخدامه، فقد يكون التعريف وصفيا للمعنى أو الاستخدام العام، أو نصيا لإيصال المعنى عن طريق استخدام الكلمات أو الصيغ أو الرموز. فعلى سبيل المثال في الرياضيات تستخدم الرموز والصيغ الرياضية في التعريف.